# Blue Bayou (film, 2021)
Pour les articles homonymes, voir Blue Bayou (homonymie).
Pour plus de détails, voir Fiche technique et Distribution.
Blue Bayou est un film dramatique américain réalisé par Justin Chon et sorti en 2021.

## Synopsis
Antonio LeBlanc, d’origine américano-coréenne, a été adopté et a passé sa vie dans un petit village du Bayou de Louisiane. Aujourd’hui marié à la femme de sa vie, Katy, ils élèvent ensemble Jessie, la fille de cette dernière, issue d’un premier mariage. Alors qu’il travaille dur pour offrir ce qu’il y a de meilleur à sa famille, il va devoir affronter les fantômes de son passé en apprenant qu’il risque d’être expulsé du seul pays qu’il ait jamais considéré comme le sien.

## Fiche technique
- Titre original : Blue Bayou
- Réalisation et scénario : Justin Chon
- Photographie : Ante Cheng et Matthew Chuang
- Montage : Reynolds Barney
- Décors : Bo Koung Shin
- Costumes : Eunice Jara Lee
- Musique : Roger Suen
- Production : Poppy Hanks, Charles D. King, Kim Roth et Justin Chon
  - Coproduction : Greta Fuentes, Ali Jazayeri, Yira Vilaro et Alan Pao
  - Production déléguée : Zev Foreman et Eddie Rubin
- Sociétés de production : MACRO et Entertainment One
- Société de distribution : Universal Pictures
- Pays de production :  États-Unis
- Langue originale : anglais
- Format : couleur — 2,35:1
- Genre : drame
- Durée : 118 minutes
- Dates de sortie :
  - France : 13 juillet 2021 (Cannes), 15 septembre 2021 (en salles)
  - Canada et États-Unis : 17 septembre 2021

## Distribution
- Justin Chon (VF : Benjamin Pascal ; VQ : Gabriel Lessard) : Antonio LeBlanc
- Alicia Vikander (VQ : Stéfanie Dolan) : Kathy LeBlanc
- Mark O'Brien (VF : Benjamin Gasquet ; VQ : Maël Davan-Soulas) : Ace
- Linh-Dan Pham (VQ : Annie Girard) : Parker Nguyen
- Sydney Kowalske (VF : Estelle Darazi ; VQ : Lhasa Morin) : Jessie LeBlanc
- Vondie Curtis-Hall (VF : Jean-Bernard Guillard ; VQ : Widemir Normil) : Barry Boucher
- Emory Cohen (VF : Fabrice Trojani) : Denny
- Geraldine Singer (VF : Daria Levannier) : Dawn Landry
- Tyler Henry : Kamal

 Source et légende : version française (VF) sur RS Doublage et version québécoise (VQ) sur Doublage Québec.

## Sortie

### Accueil critique
En France, le site Allociné recense une moyenne des critiques presse de 2,8/5

## Distinction
- Festival du cinéma américain de Deauville 2021 : Prix du public[5].